# Tongoa
Tongoa ist eine Insel im Norden der Shepherd-Inseln im südpazifischen Inselstaat Vanuatu. Sie gehört der zentral-gelegenen vanuatuischen Provinz Shefa an.
Mit 41 km² Landfläche ist die Vulkaninsel, die nur in den Küstenregionen dünn besiedelt ist, die größte der Shepherd-Inseln. Sie vereinigt auch den Großteil der Bevölkerung der Shepherd-Inseln auf sich. Von der ebenfalls zur Provinz Shefa gehörigen Insel Épi ist sie 7 Kilometer entfernt, von Éfaté (auf der die vanuatuische Hauptstadt Port Vila liegt) etwa 70 Kilometer. Im Tavani Akoma an der Ostseite erreicht die Insel eine Höhe von 487 Metern.
Die 2243 Einwohner (Volkszählung 2015) verteilen sich auf 14 Dörfer. Zur Volkszählung 2009 wurden 2300 Einwohner gezählt, 1979 wurden 2856 Einwohner gezählt und 2397 im Jahr 1999.
Zwei Kilometer südwestlich liegt die unbewohnte Insel Ewose. Etwa drei Kilometer nordwestlich vor Tongoa liegt der unterseeische Vulkan Kuwaé, der als einer der aktivsten Vulkane von Vanuatu gilt.